# أطلانتيكا

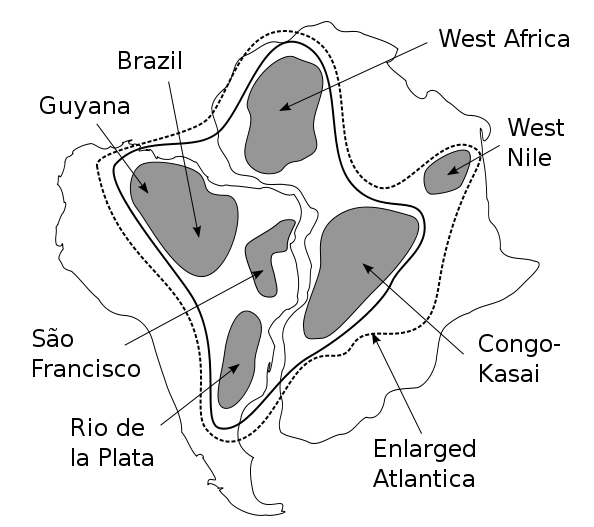
أطلانتيكا منذ 2.000 مليون عام

أطلانتيكا ( المعنى : الأطلسية ) (باليونانية : Ατλαντικα؛ Atlantika)، هو الاسم الذي يطلق على القارة القديمة التي تشكلت من حوالي 2.000 مليون سنة، وتقع في ما يعرف الآن في غرب أفريقيا وشرق أمريكا الجنوبية.

## التسمية
وقد اختار الاسم روجرز، وذلك لأن القارة مفتوحه على تشكيل جنوب المحيط الأطلسي.

## التشكيل
وفقا لروجرز، تشكلت أطلانتيكا في نفس الوقت مع نينا وتتكون من المناطق الحالية : منطقة الأمازونية في أمريكا الجنوبية والكونغو وغرب أفريقيا وشمال أفريقيا

## الانشقاق

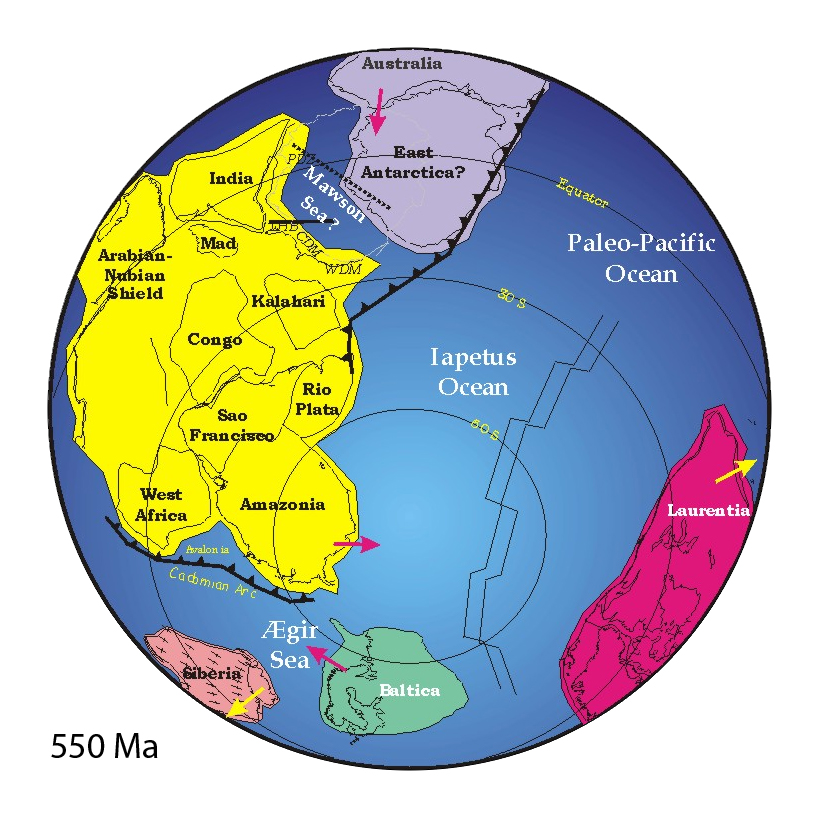
إعادة بناء الأرض منذ 550 عامًا، والتي تبين كراتونات أطلانتيكا التي تشكل غرب غندوانا

انفصلت أطلانتيكا عن نينا ما يقرب من 1.6 - 1.4 مليار سنة، عندما كانت كولومبيا قارة عملاقة تتكون من أور ونينا وأطلانتيكا ثم تجزئت.
شكلت أطلانتيكا سويًا مع قارتي نينا وأور وبعض الصفائح الصغيرة القارة العملاقة رودينيا، وتسبب التصدع في رودينيا في تشكيل ثلاث قارات جديدة وهم : لوراسيا وشرق وغرب غندوانا، حيث أصبحت أطلانتيكا نواة لهذه الأخيرة. خلال هذه المرحلة اللاحقة من حقبة الطلائع الحديثة تطورت الحركة الأوروجينية البرازيلينية وعموم أفريقيا، تركت جزءا أساسيا من هذا النظام (الحركة الأوروجينية لغرب ارايوداي والكونغو) نمطا متميزا من التشوهات، حيث لا يزال موجودًا على جانبي المحيط الأطلسي.